# Groppenfasnacht

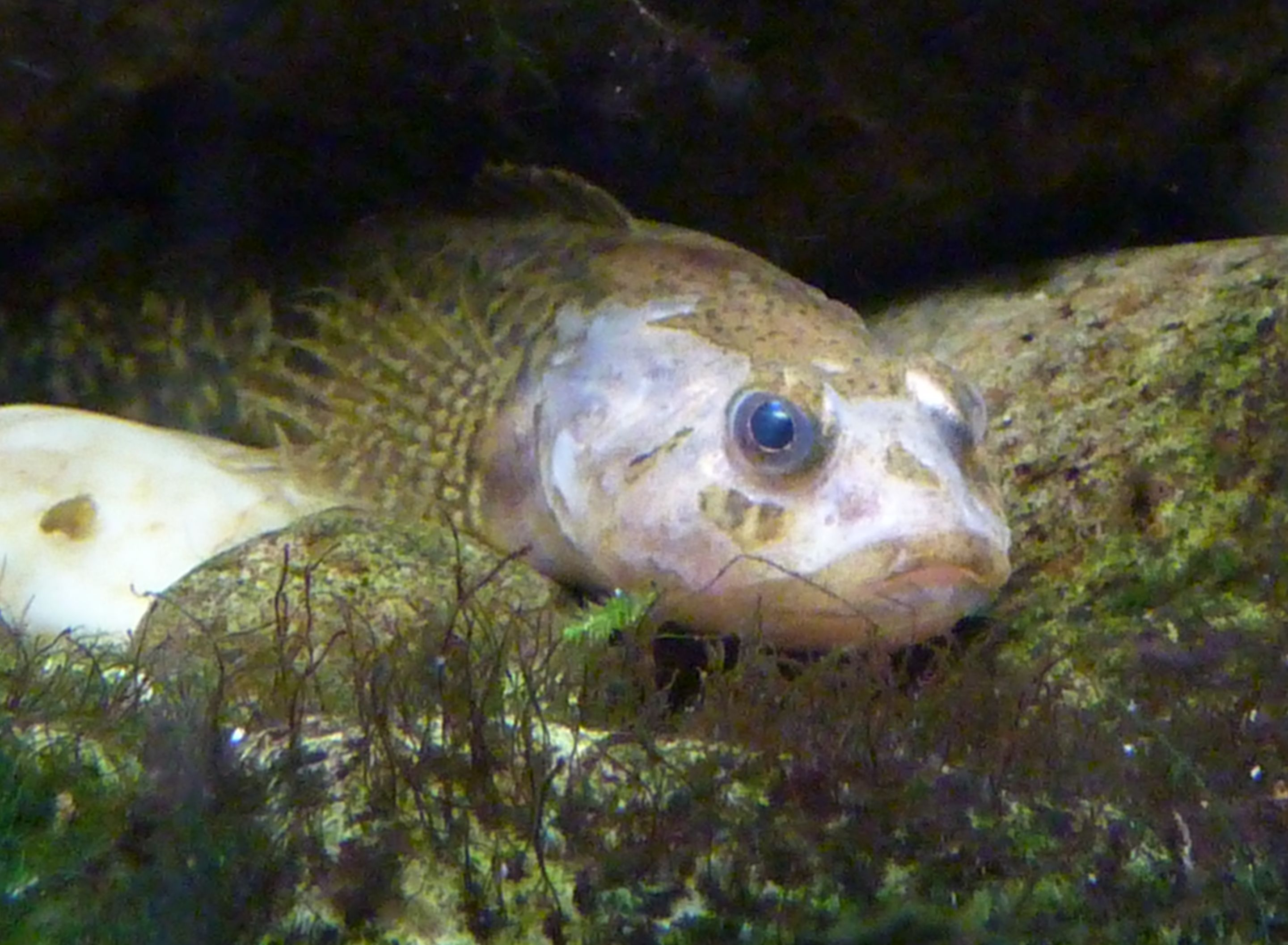
Der namengebende Fisch,
eine Groppe

Zeichnung derselben
(«Linnaeus» 1758)

… und ihrer Larve (1 Tag (8mm),
b) 10 Tage alt (9mm) vom Selben, gleichalt)

Die Groppenfasnacht in Ermatingen am Untersee (Bodensee) (Kanton Thurgau) ist die traditionsreichste Fasnacht in der Ostschweiz. Sie gilt ausserdem als die «späteste Fasnacht der Welt», denn sie findet erst drei Wochen vor Ostern, am Sonntag Laetare, statt, wenn andernorts schon lange Fastenzeit ist. Der «Groppenumzug» als Höhepunkt findet alle drei Jahre statt.

## Ursprung
Während des Konzils von Konstanz (1414–1418) soll nach einer Legende einer der drei Gegenpäpste, Johannes XXIII., heimlich aus Konstanz geflohen und nach Ermatingen gekommen sein. Gemäss Überlieferung soll der Papst als Dank für die Verpflegung den Ermatingern erlaubt haben, zu dieser Zeit nochmals Fasnacht zu feiern. Die Ermatinger führen daher die Groppenfasnacht auf diesen Papstbesuch zurück. Der Name Groppenfasnacht rührt laut der Sage von der Fischart Groppe her, die Johannes XXIII. als Abendessen im Pfarrhaus gereicht worden sei (Fisch ist eine Fastenspeise). Die Groppe ist ein in früheren Zeiten sehr häufig gefangener und gebraten als Delikatesse geschätzter kleiner Raubfisch, der heute selten geworden ist.
Wahrscheinlich hat die Groppenfasnacht ihren Ursprung jedoch eher in einem aus altgermanischer Zeit stammenden Frühlingsfest der Fischer am Untersee. Der Beginn der alljährlichen Groppen-Fangsaison nach dem Auftauen des flachen Gewässers war wohl Anlass, ein Frühlingsfest zu feiern, und damit – vergleichbar anderen Bräuchen der Region, z. B. dem Sechseläuten in Zürich – «den Winter auszutreiben». Da der Groppenfang mit Schleppnetzen und nur im Frühjahr erfolgte, war mit dem ersten Fischzug auf einen Schlag eine grosse Menge an Groppen verfügbar, die bis zum – schon aus praktischen Gründen dann allemal gebotenen – grossen Fest(essen) lebend gehalten wurden.
Die Papst-Legende diente wohl dazu, dem eigentlich heidnischen Brauch einen christlichen begründeten Anlass zu geben, die Zeitdaten der Vorgänge um das Konzil stimmen jedoch auch annähernd mit dem Datum der Groppenfastnacht überein. Erste schriftliche Erwähnungen über abgehaltene «Groppenumzüge» datieren vom Ende des 19. Jahrhunderts.

## Ablauf
Viele Jahrhunderte hinweg wurde die Groppenfasnacht nur im «Staad» gefeiert, der ursprünglichen Fischersiedlung am schweizerischen Ufer des Bodensees. Im höhergelegenen «Oberdorf» wurde hingegen die übliche «Bauern»- bzw. «Alte Fastnacht» abgehalten. Wann die beiden Feste zusammengelegt wurden, ist unklar.
Die dreitägige Fasnacht wird jedes Jahr gefeiert. Nur alle drei Jahre (z. B. 2021) findet am Sonntag Laetare der «Groppenumzug» statt,  ein kombinierter Fischer-, Frühlings- und alemannischer Fasnachtsumzug. An ihm wirken jeweils etwa 40 Gruppen und 1500 Einzelpersonen mit. Der Umzug wird von einem Komitee von etwa 50 Personen organisiert. Rund 10'000 Besucher aus dem ganzen Bodenseeraum, auch aus dem deutschen Grenzgebiet, verfolgen ihn.
Angeführt wird der Umzug von «König Gropp» (einer überdimensional nachgebildeten Groppe), gefolgt von den Fischern, die ihren Fang zeigen. Auch «Schilfungeheuer», Frösche und ähnliche Figuren gehören zu diesem Umfeld. Im Umzug finden sich bunt gemischt neben traditionellen Fischergruppen auch fasnächtliche Prunkwagen mit satirischen Anspielungen und Blumenwagen, Gruppen mit bunten Inszenierungen von Frühlings- und Märchenthemen («Sujets»), sowie zahlreiche Guggenmusik-Gruppen.
Ergänzt wird das Programm der mehrtägigen Groppenfasnacht unter anderem durch einen Dorffasnachtsabend im Saal mit grossem Bühnenprogramm, Guggen und Tanz, sowie durch die Beizenfasnacht in den örtlichen Gasthäusern, bei der ebenfalls Guggenmusiken aufspielen und «Schnitzelbänke» vorgetragen werden.